# Wish (компания)
Wish е американска онлайн платформа за електронна търговия, осъществяваща (подобно на eBay) трансакции между продавачи и купувачи. Wish е основана през 2010 г. от канадския бизнесмен и компютърен инженер от полски произход Пьотр Шулчевски (бивш главен изпълнителен директор) и бившия програмист в Yahoo Дани Жан (бивш главен технически директор).
Към 2025 г. Wish се управлява от ContextLogic Inc. в Сан Франциско, САЩ, в очакване на завършването на продажбата на Qoo10, започнала през февруари 2024 г. Платформата персонализира пазаруването визуално за всеки клиент, вместо да разчита само на лентата за търсене. Тя позволява на продавачите да публикуват своите продукти в Wish и да продават директно на потребителите. Работи с доставчици на платежни услуги за обработка на плащанията и не съхранява самите продукти, нито управлява връщането им.

## Услуги
Повече от 1 милион търговци предлагат своите продукти в платформата на Wish, за да продават директно на потребителите. По-голямата част от стоките, предлагани чрез приложението в Съединените щати, идват от Китай и други дистрибутори извън САЩ. Продуктите обикновено са по-малки артикули, които са по-евтини за изпращане, подпомогнати от споразумение между China Post и USPS, което намалява разходите за доставка на стоки с тегло под 2 кг. Wish предлага експресна доставка за 5 дни или в някои случаи за 6 – 8 дни, както и стандартна доставка, която отнема 2 – 3 седмици, за клиенти, които предпочитат по-евтиния вариант за сметка на бързината на доставката.
Играта на Wish в стил „Колелото на късмета“, Blitz Buy, предлага на потребителите допълнителни отстъпки за най-продаваните продукти.